# Alando Tucker
Pour les articles homonymes, voir Tucker.
Alando Tucker, né le 11 février 1984 à Lockport dans l'Illinois,  est un joueur américain de basket-ball évoluant au poste d'ailier.

## Biographie
Après avoir fait ses années de lycée à Lockport Township, il évolue en universitaire avec les Badgers du Wisconsin dont il devient en mars 2007 le meilleur marqueur de l'histoire de l'université, devançant Michael Finley. Il est également nommé meilleur joueur de la Big Ten Conference.
À l'issue de sa carrière universitaire, il est choisi en 29e position par les Suns de Phoenix lors de la Draft 2007 de la NBA. Lors de son année de rookie, il dispute six rencontres, avec une moyenne de 3,7 passes par match en huit minutes disputées.
En février 2013, il signe avec l'Inter Bratislava. Tucker marque en moyenne 19,2 points et remporte le championnat de Slovaquie.
À l'été 2013, il rejoint le Lukoil Sofia, club de première division bulgare.
En décembre 2013, Tucker est nommé meilleur joueur de la 10e journée de l'EuroCoupe avec une évaluation de 43 (30 points à 11 sur 14 à deux points, 11 rebonds et 3 passes décisives).
En novembre 2014, Tucker signe au Stade olympique maritime boulonnais.
Le 7 juillet 2015, il s'engage avec le SLUC Nancy. En novembre, il quitte le SLUC pour rejoindre le Maccabi Kiryat Gat, club de première division israélienne.
En juin 2016, Tucker rejoint l'Hapoël Tel-Aviv.